# Amata takanonis
Amata takanonis är en fjärilsart som beskrevs av Matsumura 1927. Amata takanonis ingår i släktet Amata och familjen björnspinnare. Inga underarter finns listade i Catalogue of Life.